# آلة نفخ

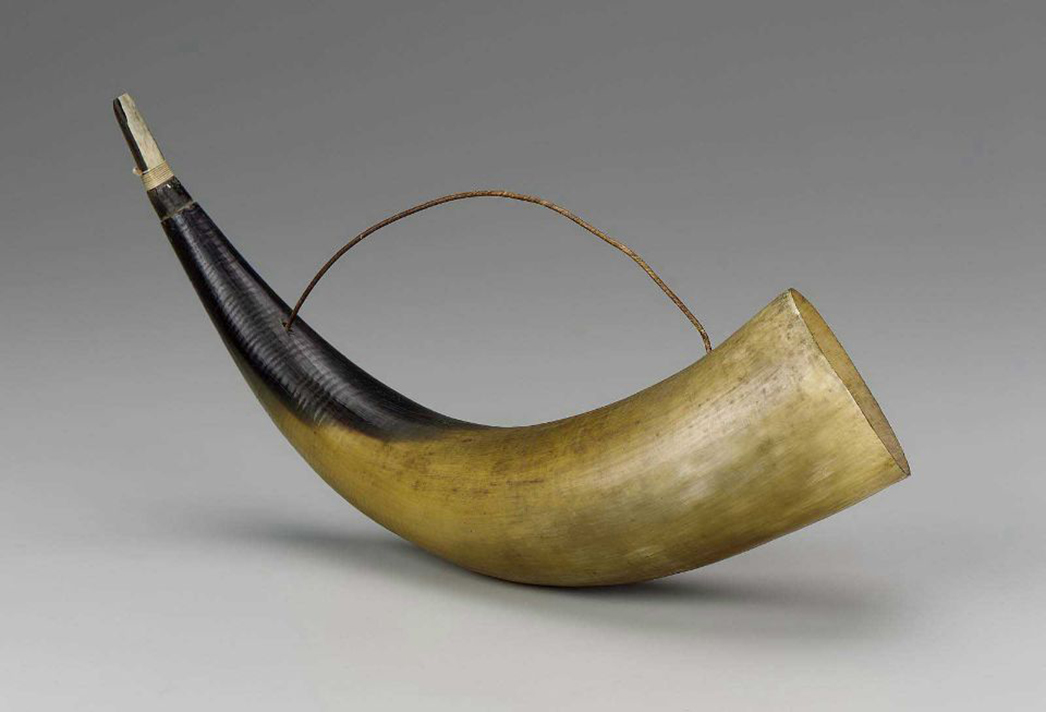
إركي، آلة هوائية من الأرجنتين

آلة النفخ ينتج عنها الصوت نتيجه اهتزاز عامود الهواء داخلها بالنفخ وهناك نوعان خشبيه مثل الناي ونحاسيه مثل البوق.

## اقرأ أيضاً
- تفمم
- صفارة القصدير
- أنابيب الأرغن